# 李嗣鄴

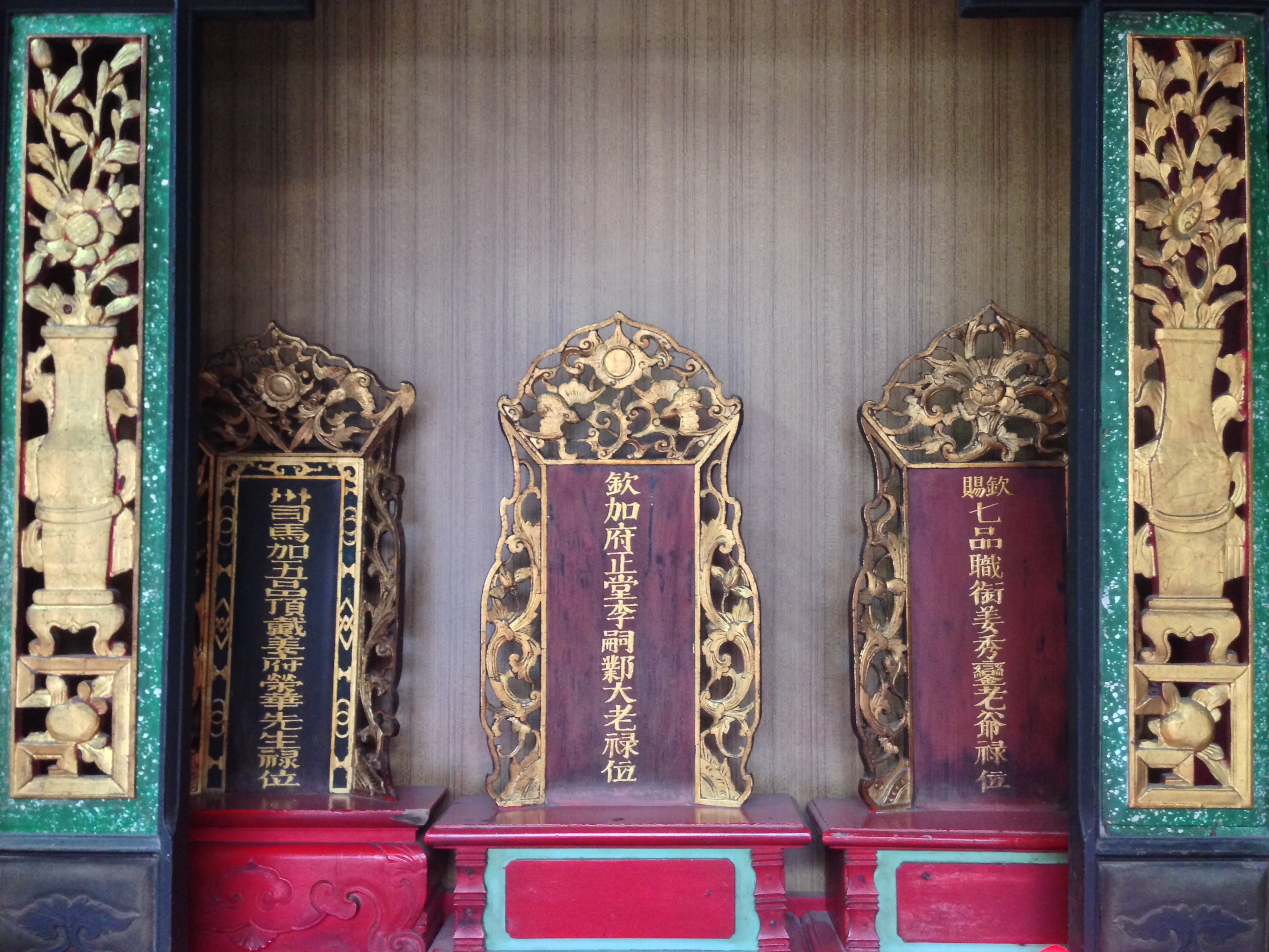
北埔慈天宮所供奉的李嗣鄴、姜秀鑾、姜榮華之祿位。

李嗣鄴（？—1839年），初名天培，字衡峰，貴州貴築縣（今属贵阳市）人，清朝官員。

## 生平
嘉慶九年(1804年)舉人，嘉慶十四年（1809年）己巳恩科進士。初任内阁中书，出官福建平潭同知，道光九年（1829年）至道光十五年(1835年)任台灣府淡水撫民同知。任內召集閩籍林德修、周邦正及粵籍姜秀鑾籌組金廣福墾號，從樹杞林(今竹東鎮)往南開發北埔(今北埔鄉)，當時辦公處即為金廣福公館。北埔慈天宮供有其牌位。历兴化府、建宁府、福宁府知府。道光十七年（1837年）三月辞官回乡。道光十九年（1839年）六月卒。